# Xanthogalum purpurascens
Xanthogalum purpurascens är en växtart i släktet Xanthogalum och familjen flockblommiga växter. Den beskrevs av Julius Leopold Eduard Avé-Lallemant 1842.
Arten är en perenn ört som förekommer i Turkiet, Kaukasus och norra Iran.